# Маркитан, Алексей Витальевич
Алексей Витальевич Маркитан (18 июня 1959, Николаев, Николаевской обл. УССР, СССР — 26 июня 2017,  Николаев — украинский художник, живописец, член Национального союза художников Украины.

## Биография
Родился 18 июня 1959 года в Николаеве областном, Украина, 
Отец - Виталий Митрофанович Маркитан — самодеятельный художник, мастер декоративно-прикладного искусства - чеканщик, резчик по дереву, кости, живописец, член творческого объединения мастеров народного изобразительного искусства «Прибужье». 
Маркитан А. закончил художественно-графический факультет Одесского педагогического института  (1982 г.)
Творческую и выставочную деятельность начал с 1986 года.
Участник всеукраинских и международных художественных выставок с 1988 года.
Член Николаевского Союза художников Украины с 1989 года.
Талантливый педагог. Преподавал композицию и психологию художественного творчества в  Николаевском филиале Киевского университета  культуры и искусств, рисунок и живопись в Николаевском высшем профессиональном училище технологий и дизайна, Николаевском муниципальном академическом колледже.
Умер 26 июня 2017 г. Похоронен в Николаеве.

## Творческая деятельность
А. Маркитан - яркий представитель художников поколения поздних 80-х — ранних 90-х, которое сделало революцию в украинской живописи.
Его творчество - это классика отечественного живописного постмодернизма, который известный искусствовед Александр Соловьев определил когда-то как «украинское трансавангардное необарокко». Работы А. Маркитана входят в отечественную десятку наиболее интересных для выставок. Используя художественный язык украинской иконописи, народного искусства, и раннего Ренессанса,  А. Маркитан создал собственный живописный язык большой эмоциональной силы и пластической выразительности. Центр современного искусства «Совиарт» внес А. Маркитана в список ТОП 20 украинских художников современного искусства. 
Часто представлял украинское современное искусство в общеукраинских  проектах в Украине  и за рубежом :
«Українське малярство (60-80 рр.)» Киев-Оденс. Дания, 1990 г. 
«Украинская живопись 20 ст.» Киевский Национальный художественный музей, Киев 1991 г. 
 «Современная украинская живопись.», Москва, ЦДХ,  1992 г.,  
«Мифология в живописи и скульптуре», галерея Ruf , Мюнхен, Германия, 1993 г.,  
«Миф как ключ коллективной памяти», Peters Galleri, Кипр, 2005 г., 
«Дни Украины в России», Москва, 2005 г., 
 "Коммуникация ХХІ",  Дом художника, Киев, 2012 г.
Международный форум современного искусства, Мистецький арсенал, 2012 г.
"Бирючий 012", галерея Michaelsolovyevsiudio, Монреаль, Канада, 2013 г
Совиарт «40 лет украинской живописи» , МСИ «Совиарт» Киев, 2017 г. 
Участвовал в международных арт-фестивалях:
Международный фестиваль культуры и искусств, Трапезунд , Турция,  2006 г.  
Международный арт-фестиваль, Стамбул, Турция, 2007 г.  
Участник международных аукционов и художественных ярмарок:
«Арт-Експо», Нью-Йорк, США ,1993 ,1994 г. 
«Линеарт», Гент. Бельгия. 2000 г. 
 «Либрамонт» 16 международный художественный салон, Либрамонт, Люксембург. 2003 г. 
Участвовал в групповых выставках:
 «Всесоюзная молодежная выставка», Москва , 1988, 1989 г. 
«Седнев-89» Киевський Национальный художественный музей , 1989 г. 
 «Артимпрессии» Украинский Дом, Киев, 1991 г. 
«Арт-ярмарка», Украинский Дом ,Киев,  1991 г. 
«Триеннале-98» Дом Художника, Киев, 1998 г. 
«Триеннале-2001» Дом Художника , Киев 2001 г. 
«Арт-Киев», Украинский Дом , 2006, 2007 г. 
"Бирючий 2005-2010"," Институт исследования проблем современного искусства", Киев, 2011 г. 
«Великий Перевіз», галерея «Лавра», Киев, 2012 г. 
Выставка картин из коллекции Градобанка «Иду и возвращаюсь»,  Киев, Национальный художественный музей Украины, 2016 г.
«Фигуративная живопись», Центр современного искусства «Совиарт», ЦСИ «Аурум» при поддержке артгалерей Украины, Одесса, 18.03-17.04. 2016 г. 
Куратор художественных проектов в Николаеве:
Выставка-акция с участием студентов МФ КНУКиМ «М+», муниципальный выставочный зал, Николаев, 1999 г.
Выставка-акция молодых   художников Николаева «Последний диалог Платона:«Не дождетесь !», галерея «На Спасской», Николаев, 2005 г.
Проект-исследование «Здравствуй, Наив !» Николаевский Областной художественный музей им. В. В. Верещагина, Николаев, 2014 г. (совместно с Д. Молдавановым): https://www.youtube.com/watch?v=PVidDm9C7NE
Персональные выставки:
Николаев 1989, 1991, 2000, 2002, 2003, 2006, 2009, 2013, 2016. 
Киев, галерея на Владимирской, 1990 г. 
Национальный Художественный музей, Одесса, 10.041992 – 26.04.1992 г. 
Мюнхен, Германия, выставка в рамках программы «Дни Украины в Баварии»,  1993 г. 
Нью-Йорк, галерея «International shou case» США, 1993 г.
Галерея-L, Киев, 1995, 1996 г. 
Галерея «Белая луна», Одесса, 2000 г., 2002 г. 
«Южная парадигма», Киево-Могилянськая Академия, Киев, 2006 г.
Галерея «Ленин», Запорожье, 2007 г. 
«А човен пливе», галерея "ARTZEBS", Запорожье, 2008 г.
«Метафоры зеркальных отражений», галерея «Белая луна», Одесса, 2009 г.
Национальний Художественный музей, Одесса, 8.04. - 29.04. 2010 г. 
«Подорож в Маркітанію», галерея "Примус",  Львов , 2010 г.
«Живопись», арт-центр "Квартира", Днепропетровск 17.12.2010- 01.01.2011 г. 
Галерея "Арт-14", Киев, 2013 г.
«Игра в классики», галерея Арт Блок,  Энергодар, 31.10-12.12.2015 г.
«Игра в классики», галерея «Ленин», Запорожье, 28.12.2015 г.
«Игра в классики», галерея Гери Боумена,  Львов, 25.03-14.04. 2016 г.
«Сентиментальный лыжник», Центр современного искусства «Совиарт»,  Киев, 19.05-19.06. 2016 г.
Персональная выставка, ЦСИ «Совиарт», ЦСИ «Аурум», г. Одесса, 20.05.- 20.06. 2016 г.

## Основные живописные работы
Алегорія відкритого простору  (1990)
Юнак, що рятує дівчину від злого бика  (1990)
А човен пливе  (1998)
Кривеньке каченя  (1999)
Идущие (2002)
Аллегория меланхолии  (2003)
Ночной дозор (2005)
Ангел на ровері  (2008)
Дюшес  (2011)
Сентиментальный лыжник  (2012)
Как он сюда попал (2015)
Прыгун в высоту (2016) 

## Музеи с произведениями автора
Национальный художественный музей, г. Киев. 
Национальный художественный музей, г. Одеса. 
Областной художественный музей им. В. В. Верещагина, г. Николаев. 
Музей современного искусства "Совиарт". 
Коллекция фонда культуры Украины. 
В частных коллекциях многих стран мира.  